# Winter von Adlersflügel

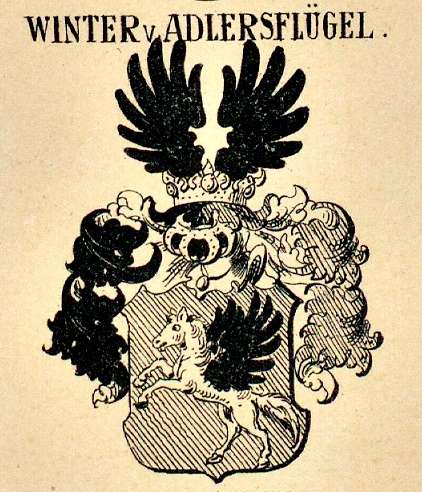
Familienwappen

Winter von Adlersflügel oder nur von Winter ist ein ursprünglich aus der Pfalz stammendes Adelsgeschlecht, dessen Stammreihe mit Valentin Winter (* um 1560) beginnt, gräflich leiningischer Oberschultheiß zu Mühlheim an der Eis bei Grünstadt.

## Adelserhebungen
- Reichsadelsstand mit „von Adlersflügl“ am 9. August 1681 in Neustadt an der Haardt für Valentins Enkel Georg Simon Winter, vormals markgräflich brandenburg-ansbach'scher Bereiter.
- Preußische Adelserneuerung als „von Winter“ am 28. Mai 1828 in Berlin für die Brüder Friedrich Winter, Pastor zu Ausleben, und Leopold Winter, Pastor und Kreisschulinspektor zu Schwetz.
- Preußische Adelserneuerung als „Winter von Adlersflügel“ durch Allerhöchste Kabinettsorder (A. KO.) am 13. April 1892 in Berlin mit Diplom vom 12. Juni 1892 in Potsdam (Neues Palais) für die Brüder Johannes Winter, königlich preußischer Sekondeleutnant im 1. Westpreußischen Fußartillerie-Regiment Nr. 11, und Kurt Winter, Gymnasiast in Insterburg (Ostpreußen), bzw. durch A. KO. vom 15. Januar 1902 in Potsdam (Neues Palais) mit Diplom vom 21. April 1902 in Berlin für deren weiteren Bruder Karl Winter, Gutsherr auf Platau im Kreis Schroda (Provinz Posen).[1]
- Margarete von Winter, geb. Schwabe, Nobilitierung Bad Ems 27, Juni 1880, seit 1879 Adoptivtochter des Leopold von Winter; Wappen identisch mit denen Winter von Adlersflügel

## Wappen
- 1681: In Grün ein springendes schwarz geflügeltes silbernes Ross. Auf dem Helm mit schwarz-silbernen Decken ein offener schwarzer Flug.
- 1828: Wappenschild wie von 1681. Auf dem Helm mit rechts grün-silbernen, links schwarz-silbernen Decken ein offener schwarzer Flug.
- 1892, 1902: Wappenschild wie von 1681. Auf dem Helm mit rechts schwarz-silbernen, links grün-silbernen Decken ein offener schwarzer Flug.

## Namensträger
- Georg Simon Winter von Adlersflügel († 1701), deutscher Reitmeister, Pferdearzt und Autor
- Leopold von Winter (Theologe) (1797–1864), evangelischer Pastor und Superintendent
- Leopold von Winter (1823–1893), preußischer Abgeordneter und Oberbürgermeister von Danzig